# Gery Scott
Gery Scott (* als Diana Geraldine Whitburn, 5. Oktober 1923 in Bombay; † 14. Dezember 2005 in Canberra) war eine britische Sängerin des Swing, des Great American Songbook und anderer Standards der Unterhaltungsmusik und Cabaret, unter anderem interpretierte sie auch Noël Coward Songs.
Sie wählte ihren Künstlernamen aus ihrem zweiten Vornamen und in Erinnerung an ihre schottischen Vorfahren. Weitere Namen, unter denen sie auftrat, sind Diana Fischer, Diana Diamond, Diana Whitburn.

## Leben
Gery Scott wurde in Indien als Tochter von britischen Eltern geboren und nahm schon 1952 Stormy Weather für die indische Columbia mit der Band von Teddy Weatherford auf. Danach ging sie nach London, wo sie mit verschiedenen BBC Bands und Tanzorchestern sang, wie dem von Vic Lewis. Im Zweiten Weltkrieg machte sie Truppenunterhaltung in Indien und Burma mit dem amerikanischen Roten Kreuz.
In den 1950er Jahren tourte sie in Europa unter anderem mit Woody Herman, Bud Shank, Chet Baker und Gerry Mulligan. Sie wohnte zeitweise in Wiesbaden mit ihrem deutschen Ehemann und Klavierbegleiter Igo Fischer und tourte von da aus zu Gigs in ganz Europa. Das führte zu einem Plattenvertrag mit der tschechischen Plattenfirma Supraphon, und sie nahm mit den Orchestern Gustav Brom, Karel Vlach und Dalibor Brazda in den 1950er Jahren und Anfang der 1960er Jahre auf. Mitte der 1950er Jahre hatte sie einen Hit When the Saints go marching in in der Tschechoslowakei und trat 1955 auf einem Jazzfestival in der DDR auf, war danach allerdings wegen Tumulten beim Konzert persona non grata. Sie war die erste westliche Jazz-Sängerin (vom Äußeren her Inbegriff der blonden US-amerikanischen Swing-Band-Sängerin), die in der Sowjetunion tourte, wo sie viele Platten verkaufte. 1961 sang sie im Opernhaus von Kiew How high the moon, während Juri Gagarin den ersten bemannten Weltraumflug vollführte. 1962 erhielt sie durch George Martin einen Plattenvertrag bei der britischen Parlaphone. Sie hatte einige Hits (This is Life, The Dum de de Dum Song, Summer Love, Stay With Me). 
1957 ging sie in Ostasien auf Tour, zuerst in Ceylon, dann Hongkong, Bangkok, Malaysia und Japan. Sie eröffnete eine Buchungsagentur in Hongkong, die in Hongkong Unterhaltungsstars wie Shirley Bassey, Manfred Mann, Jazzgrößen wie Louis Armstrong, Dave Brubeck und Thelonious Monk betreute sowie britische Wrestler, die im Hongkong-Fernsehen beliebt waren. Letzteres erwies sich allerdings wegen eines Aufruhrs bei den Auftritten als Fiasko, das sie ruinierte und ins Gefängnis brachte. Sie hatte auch eine Plattenfirma (Orbit Records) in Hongkong und war Leiterin der Unterhaltungsmusik in den Hilton Hotels im Fernen Osten. 1966 bis 1970 sang sie in Night Clubs in Bangkok (wie dem Cats Eye), damals auf dem Höhepunkt des Vietnamkriegs ständig voller US-Soldaten auf Urlaub, in Singapur und anderen Orten in Südostasien. 1969 ließ sie sich von Igo Fischer scheiden und trat in Kula Lumpur auf. Bald darauf traf sie ihren dritten Lebensgefährten, den australischen Öl-Geschäftsmann Tony Diamond in Singapur, nannte sich Diamond und gab vorübergehend Auftritte auf, bis sie sich wieder nach elf Jahren trennten. Mit ihm lebte sie an verschiedenen Orten weltweit, zu denen die Ölgeschäfte ihres Lebensgefährten sie führten, unter anderem drei Jahre bis zur Revolution 1979 im Iran. 1980 zog sie nach Australien (wo ihr Sohn Christopher lebte), wo sie in Canberra, Sydney und Melbourne in Night Clubs und Cabarets auftrat. Außerdem lehrte sie dort (Jazzgesang am Canberra Institute of the Arts seit 1985, an dem sie auch noch 1998 einen Master in Music Abschluss machte) und trat im Fernsehen auf. Zuletzt trat sie öffentlich 2003 auf, bei der Sydney Cabaret Convention, und 2005 im Hyatt Hotel in Canberra (damals schon im Rollstuhl).
Sie war zweimal verheiratet. Einmal mit dem Royal-Air-Force-Piloten Pat Lofting (persönlicher Pilot des Nawab von Bhopal, Neffe von Hugh Lofting), in zweiter Ehe ab 1961 mit dem deutschen Pianisten Igo Fischer (Heirat in der britischen Botschaft in Moskau). Sie hat einen Sohn aus erster Ehe (geboren 1949).